# Оксид рения(I)
Оксид рения(I) — неорганическое соединение, окисел металла рения с формулой Re2O,
чёрные кристаллы,
не растворимые в воде,
образует гидраты.

## Получение
- Гидрат окиси рения Re2O•2H2O образуется при восстановлении цинком рениевой кислоты в кислой среде:

{\displaystyle {\mathsf {2HReO_{4}+7Zn+14HCl\ {\xrightarrow {}}\ Re_{2}O\cdot 2H_{2}O\downarrow +7ZnCl_{2}+5H_{2}O}}}

## Физические свойства
Оксид рения(I) образует чёрные кристаллы.
Не растворяется в воде.